# Tenor

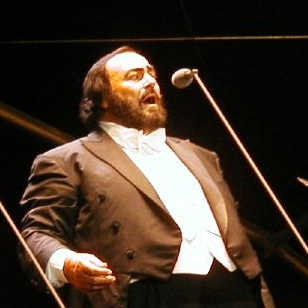
Luciano Pavarotti na stadionie Velodrome, 15.06.2002

Tenor – jeden z czterech głównych rodzajów, klas głosu ludzkiego. Mianem tym określa się również osoby śpiewające tym głosem. Skala tenorów solistów obejmuje dźwięki od c do c'-d'', a skala tenorów chóralnych – od c do g'-a’. Sytuuje się pomiędzy skalą barytonu a męskiego altu.

## Opis
Tenor jest najwyższym głosem męskim osiągalnym rejestrem piersiowym (patrz: technika śpiewu). Zwykle obejmuje zakres od c do c'' (notacja Helmholtza).
Nazwa głosu pochodzi od włoskiego słowa „tenere” (podtrzymywać, z łac. tenere ‘trzymać’). Na początku rozwoju polifonii wokalnej, w muzyce średniowiecznej, tenor zawsze wykonywał cantus firmus, podtrzymując głos wysoki – cantus (mniej więcej w skali sopranu), który wykonywał inną melodię. W dalszym rozwoju dodano trzeci głos, wyższy niż tenor, śpiewający melodię odnoszącą się do cantus firmus, niejako przeciw tenorowi (contratenor altus, czyli głos wysoki – altus – śpiewający partię „konkurującą” z partią tenorową). Następnie dodano kolejny głos, niższy (contratenor bassus, czyli głos niski – bassus – śpiewający partię również „konkurującą” z partią tenorową). W ten sposób stworzono podstawowy skład polifoniczny podobny do obecnie nam znanego: cantus, contratenor altus, tenor, contratenor bassus. Dla ułatwienia odrzucono potem słowa „contratenor”, tworząc nazewnictwo cantus – altus – tenor – bassus, podobne do stosowanego w naszych czasach, znane już w renesansie i używane częściowo również w baroku.
Przed drugą połową XVII wieku tenory obsadzane były w partiach kojarzonych obecnie z innymi głosami.
Ze względu na to, że przez długi czas w historii kobietom nie wolno było śpiewać w kościele, w głosach wyższych (głównie w partii cantus) obsadzani byli albo mężczyźni śpiewający falsetem (obecnie zwani kontratenorami), albo chłopcy przed mutacją, posiadający głos zwany dyszkantem, albo kastraci. Wbrew obecnym skojarzeniom w partii altus nie śpiewał zwykle głos kojarzony z obecnym żeńskim altem lub falsetowym kontratenorem, ale tenor śpiewający rejestrem piersiowym o wyjątkowo szerokiej skali. Obecnie niektórzy wykonawcy muzyki dawnej, zwykle śpiewający partie tenorowe, często wykonują partie altus właśnie w ten sposób (np. Charles Daniels, Stephan van Dyck).

### Rodzaje tenorów
Wyróżnia się kilka rodzajów tenoru: tenor liryczny (np. Luciano Pavarotti, Wiesław Ochman), tenor dramatyczny (np. Mario Del Monaco) często o ciemnej i metalicznej barwie oraz tenor spinto (np. Plácido Domingo).